# Dunbar Ridge
Koordinaten: 79° 33′ S, 84° 16′ W
Dunbar Ridge ist ein schmaler und 16 km langer Berggrat in der westantarktischen Heritage Range. Der Grat erstreckt sich in Nord-Südost-Richtung und trennt den Balish-Gletscher im Westen vom Schneider-Gletscher im Osten. An der südlichen Spitze liegt der 1670 m hohe Hessler Peak.
Dunbar Ridge erhielt seinen Namen von einer Forschungsexpedition der University of Minnesota des Sommers 1963/64, die den Grat nach Warrant Officer William Dunbar benannte, einem Instandhaltungs-Offizier des 62nd Transportation Detachment, der der Expedition behilflich war.